# Тесля Михайло Пилипович
Михайло Пилипович Тесля (*19 листопада 1924 хутір Стрілки, Краснопільський район)  — український краєзнавець, громадський діяч, педагог. Помер у вівторок 4 лютого 2014 року с. Залізняк Сумського району. 

## Життєпис

### Родина
Народився в родині робочого Пилипа Агафоновича Теслі ( в останні роки вчитель праці в Тимофіївці) (1879-1933) та Уляни Кіндратіївни (до шлюбу Грицаєва)  — домогосподарка. Батька, за небажання вступати до колгоспу окупаційна радянська влада позбавила прав на існування, житла, після чого він помирає від нервового виснаження. 

### Навчання
Після смерті батька мати занедужала, Михайло потрапляє до Кролевецького дитячого будинку. 
1944  — Закінчив у Казані спецшколу ВПС. 
1949  — Чкаловське військове-льотне училище, що в Оренбурзькій області. 

### Педагогічна робота
1950  — повертається до України, поступає в Харківський педуніверситет ім. Г.С. Сковороди (історичний факультет), який закінчив у 1953. 
1961  — завуч у школі села Залізняк. У ці роки одружився з дівчиною із Лебедина, Галиною Андріївною Тучею, вчителькою математики.
Із цього року є головою сількому. Працюючи на цій посаді, вніс вагомий вклад у благоустрій села. 
1969  — закінчує інститут іноземних мов у Києві.  
По 1977 директор школи. 1978  — 1998 учитель історії.
2000  — один із юридичних засновників сучасної Паліцинської академії, яка стала правонаступницею культурно-мистецького гуртка, що діяв у XVIII  — на початку XIX століття у хуторі Попівка Сумського повіту Харківської губернії
Як директор відбудував школу. Власним коштом будував господарські побудови: майстерня, їдальня, і брав безпосередню участь у будівництві.  
Створив музей, який отримав звання «зразковий».

### Звання
Відмінник народної освіти. 

### Творчий доробок
Автор 14 краєзнавчих книжок. 
- Історія села Залізняк і Верхньої Сироватки

- Паліцинська академія

- О.О. Паліцин і Паліцинська академія.

- З нетрів до світла

- Нотатки з історії сіл Залізняк та Верхня Сироватка і сусідніх з ними хуторів

Друкувався і друкується в районній і обласній пресі.

### Родина
Вдівець. Мав 2 дітей Юрія та Віталія (обидва вчителі, померли) – онук Владік. 